# Асмат (район)
Асмат — район зоби (провінції) Ансеба, що в Еритреї. Столиця — місто Асмат.